# Ric Roman Waugh
Ric Roman Waugh (nacido el 20 de febrero de 1968) es un director de cine, escritor, productor, actor y ex doble de acción estadounidense. Es conocido por su trabajo en Felon (2008), Snitch (2013) y Shot Caller (2017). Escribió y dirigió Angel Has Fallen (2019), la tercera entrega de la serie Has Fallen y escribirá y dirigirá Night Has Fallen, la cuarta entrega de la serie Has Fallen .
Es el hermano mayor del director Scott Waugh.

## Carrera
Waugh trabajó como doble en las décadas de 1980 y 1990, apareciendo en películas como Soldado universal, The Last of the Mohicans, Last Action Hero, Hard Target, El cuervo, 60 segundos, Lethal Weapon 2, Days of Thunder y El único. También trabajó como actor, en Kuffs (1992) protagonizada por Christian Slater y Milla Jovovich.
Su primera película como director es In the Shadows (2001), protagonizada por James Caan, Matthew Modine y Cuba Gooding Jr. Más tarde dirigió Felon (2008), protagonizada por Val Kilmer. Waugh trabajó con el actor Dwayne Johnson en Snitch (2013) y estaba en conversaciones para dirigir la película de desastres Deepwater Horizon en 2012, antes de que ocurrieran cambios en el proceso de desarrollo de la película. En 2019, Waugh escribió y dirigió la tercera entrega de la serie de películas Has Fallen, titulada Angel Has Fallen.
Dirigió la película Greenland que se estrenó en diciembre de 2020.

## Filmografía
| Año  | Título                        | Director | Escritor | Productor | Notas                          |
| ---- | ----------------------------- | -------- | -------- | --------- | ------------------------------ |
| 1996 | Exit                          | Sí       | No       | No        | Acreditado como "Alan Smithee" |
| 2001 | In the Shadows                | Sí       | Sí       | No        |                                |
| 2008 | Felon                         | Sí       | Sí       | No        |                                |
| 2013 | Snitch                        | Sí       | Sí       | No        |                                |
| 2015 | That Which I Love Destroys Me | Sí       | No       | Sí        | Documental                     |
| 2017 | Shot Caller                   | Sí       | Sí       | Sí        |                                |
| 2019 | Angel Has Fallen              | Sí       | Sí       | No        |                                |
| 2020 | Greenland                     | Sí       | No       | No        |                                |
| 2021 | National Champions            | Sí       | No       | No        |                                |
| 2023 | Kandahar                      | Sí       | No       | No        |                                |
| TBA  | Night Has Fallen              | Sí       | Sí       | No        |                                |
| TBA  | Greenland: Migration          | Sí       | No       | No        |                                |

Doble de acción
| Año  | Título                   | Notas                                 |
| ---- | ------------------------ | ------------------------------------- |
| 1989 | Tango y Cash             | Sin acreditar                         |
| 1990 | Days of Thunder          | como Ric Waugh                        |
| 1991 | Hook                     | como Ric Waugh                        |
| 1992 | Kuffs                    | como Ric Waugh; coordinador asistente |
| 1992 | The Last of the Mohicans | como Ric Waugh                        |
| 1993 | Last Action Hero         |                                       |
| 1998 | De la Tierra a la Luna   | Episodio: "Apollo One"                |
| 2000 | 60 segundos              | como Ric Waugh                        |

Actor
| Año  | Título                   | Papel | Notas                                           |
| ---- | ------------------------ | ----- | ----------------------------------------------- |
| 1990 | Married... with Children | Jake  | como Ric Waugh; episodio: "One Down, Two to Go" |
| 1992 | Kuffs                    | Hood  |                                                 |